# Gewichtheffen op de Olympische Zomerspelen 1980

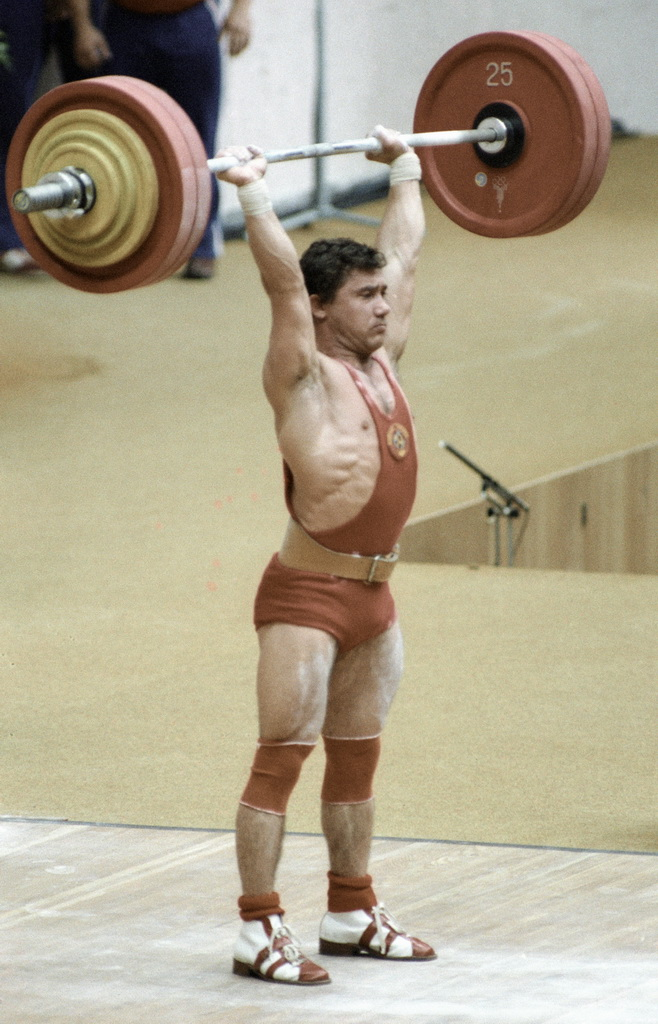
Vedergewicht (56-60kg) Viktor Mazin tijdens de XXII Olympiade te Moskou op 1 augustus 1980

Gewichtheffen is een van de sporten die beoefend werden tijdens de Olympische Zomerspelen 1980 in Moskou.
De wedstrijden vormden tegelijkertijd de Wereldkampioenschappen gewichtheffen van dat jaar.

## Heren

### vlieggewicht (tot 52 kg)
| rang   | sporter(s)          | land | trekken  | stoten   | totaal   |
| ------ | ------------------- | ---- | -------- | -------- | -------- |
| Goud   | Kanybek Osmonalijev | URS  | 107.5 kg | 137.5 kg | 245.0 kg |
| Zilver | Ho Bong-choi        | PRK  | 110.0 kg | 135.0 kg | 245.0 kg |
| Brons  | Han Gyong-si        | PRK  | 110.0 kg | 135.0 kg | 245.0 kg |
| 4      | Béla Oláh           | HUN  | 110.0 kg | 135.0 kg | 245.0 kg |
| 5      | Stefan Leletko      | POL  | 105.0 kg | 135.0 kg | 240.0 kg |
| 6      | Ferenc Hornyák      | HUN  | 107.5 kg | 130.0 kg | 237.5 kg |
| 7      | Francisco Casamayor | CUB  | 102.5 kg | 130.0 kg | 232.5 kg |
| 8      | Adjya Jugdernamjil  | MGL  | 97.5 kg  | 117.5 kg | 215.0 kg |

### bantamgewicht (tot 56 kg)
| rang   | sporter(s)          | land | trekken  | stoten   | totaal   |
| ------ | ------------------- | ---- | -------- | -------- | -------- |
| Goud   | Daniel Nuñez Aguiar | CUB  | 125.0 kg | 150.0 kg | 275.0 kg |
| Zilver | Joerik Sarkisjan    | URS  | 112.5 kg | 157.5 kg | 270.0 kg |
| Brons  | Tadeusz Dembończyk  | POL  | 120.0 kg | 145.0 kg | 265.0 kg |
| 4      | Andreas Letz        | GDR  | 115.0 kg | 150.0 kg | 265.0 kg |
| 5      | Yang Eui-yong       | PRK  | 112.5 kg | 150.0 kg | 262.5 kg |
| 6      | Imre Stefanovics    | HUN  | 115.0 kg | 145.0 kg | 260.0 kg |
| 7      | Gheorghe Maftei     | ROU  | 105.0 kg | 142.5 kg | 247.5 kg |
| 8      | Pavel Petre         | ROU  | 105.0 kg | 140.0 kg | 245.0 kg |

### vedergewicht (tot 60 kg)
| rang   | sporter(s)       | land | trekken  | stoten   | totaal   |
| ------ | ---------------- | ---- | -------- | -------- | -------- |
| Goud   | Viktor Mazin     | URS  | 130.0 kg | 160.0 kg | 290.0 kg |
| Zilver | Stefan Dimitrov  | BUL  | 127.5 kg | 160.0 kg | 287.5 kg |
| Brons  | Marek Seweryn    | POL  | 127.5 kg | 155.0 kg | 282.5 kg |
| 4      | Antoni Pawlak    | POL  | 120.0 kg | 155.0 kg | 275.0 kg |
| 5      | Julio Loscos     | CUB  | 125.0 kg | 150.0 kg | 275.0 kg |
| 6      | František Nedvěd | TCH  | 122.5 kg | 150.0 kg | 272.5 kg |
| 7      | Victor Perez     | CUB  | 117.5 kg | 152.5 kg | 270.0 kg |
| 8      | Gelu Radu        | ROU  | 115.0 kg | 150.0 kg | 265.0 kg |

### lichtgewicht (tot 67.5 kg)
| rang   | sporter(s)         | land | trekken  | stoten   | totaal   |
| ------ | ------------------ | ---- | -------- | -------- | -------- |
| Goud   | Janko Roessev      | BUL  | 147.5 kg | 195.0 kg | 342.5 kg |
| Zilver | Joachim Kunz       | GDR  | 145.0 kg | 190.0 kg | 335.0 kg |
| Brons  | Mintsjo Pasjov     | BUL  | 142.5 kg | 182.5 kg | 325.0 kg |
| 4      | Daniel Senet       | FRA  | 147.5 kg | 175.0 kg | 322.5 kg |
| 5      | Gunter Ambraß      | GDR  | 140.0 kg | 180.0 kg | 320.0 kg |
| 6      | Zbigniew Kaczmarek | POL  | 140.0 kg | 177.5 kg | 317.5 kg |
| 7      | Raúl Gonzalez      | CUB  | 145.0 kg | 172.5 kg | 317.5 kg |
| 8      | Virgel Dociu       | ROU  | 140.0 kg | 170.0 kg | 310.0 kg |

### middengewicht (tot 75 kg)
| rang   | sporter(s)               | land | trekken  | stoten   | totaal   |
| ------ | ------------------------ | ---- | -------- | -------- | -------- |
| Goud   | Assen Zlatev             | BUL  | 160.0 kg | 200.0 kg | 360.0 kg |
| Zilver | Aleksandr Pervy          | URS  | 157.5 kg | 200.0 kg | 357.5 kg |
| Brons  | Nedeltsjo Kolev          | BUL  | 157.5 kg | 187.5 kg | 345.0 kg |
| 4      | Julio Echenique González | CUB  | 145.0 kg | 182.5 kg | 327.5 kg |
| 5      | Dragomir Ciorosian       | ROU  | 140.0 kg | 182.5 kg | 322.5 kg |
| 6      | Tapio Kinnunen           | FIN  | 142.5 kg | 177.5 kg | 320.0 kg |
| 7      | Bertil Sollevi           | SWE  | 137.5 kg | 172.5 kg | 310.0 kg |
| 8      | Newton Burrowes          | GBR  | 130.0 kg | 172.5 kg | 302.5 kg |

### lichtzwaargewicht (tot 82.5 kg)
| rang   | sporter(s)          | land | trekken  | stoten   | totaal   |
| ------ | ------------------- | ---- | -------- | -------- | -------- |
| Goud   | Joerik Vardanjan    | URS  | 177.5 kg | 222.5 kg | 400.0 kg |
| Zilver | Blagoj Blagojev     | BUL  | 175.0 kg | 197.5 kg | 372.5 kg |
| Brons  | Dušan Poliačik      | TCH  | 160.0 kg | 207.5 kg | 367.5 kg |
| 4      | Jan Lisowski        | POL  | 150.0 kg | 205.0 kg | 355.0 kg |
| 5      | Krassimir Drandarov | BUL  | 155.0 kg | 200.0 kg | 355.0 kg |
| 6      | Paweł Rabczewski    | POL  | 155.0 kg | 195.0 kg | 350.0 kg |
| 7      | Detlef Blasche      | GDR  | 152.5 kg | 192.5 kg | 345.0 kg |
| 8      | Juhani Avellan      | FIN  | 150.0 kg | 182.5 kg | 332.5 kg |

### middenzwaargewicht (tot 90 kg)
| rang   | sporter(s)         | land | trekken  | stoten   | totaal   |
| ------ | ------------------ | ---- | -------- | -------- | -------- |
| Goud   | Péter Baczakó      | HUN  | 170.0 kg | 207.5 kg | 377.5 kg |
| Zilver | Roemen Aleksandrov | BUL  | 170.0 kg | 205.0 kg | 375.0 kg |
| Brons  | Frank Mantek       | GDR  | 165.0 kg | 205.0 kg | 370.0 kg |
| 4      | Dalibor Rehák      | TCH  | 165.0 kg | 200.0 kg | 365.0 kg |
| 5      | Witold Walo        | POL  | 160.0 kg | 200.0 kg | 360.0 kg |
| 6      | Lubomír Sršeň      | TCH  | 160.0 kg | 197.5 kg | 357.5 kg |
| 7      | Vasile Groapă      | ROU  | 160.0 kg | 195.0 kg | 355.0 kg |
| 8      | Nikolaos Iliadis   | GRE  | 150.0 kg | 195.0 kg | 345.0 kg |

### zwaargewicht I (tot 100 kg)
| rang   | sporter(s)       | land | trekken  | stoten   | totaal   |
| ------ | ---------------- | ---- | -------- | -------- | -------- |
| Goud   | Ota Zaremba      | TCH  | 180.0 kg | 215.0 kg | 395.0 kg |
| Zilver | Igor Nikitin     | URS  | 177.5 kg | 215.0 kg | 392.5 kg |
| Brons  | Alberto Blanco   | CUB  | 172.5 kg | 212.5 kg | 385.0 kg |
| 4      | Michael Hennig   | GDR  | 165.0 kg | 217.5 kg | 382.5 kg |
| 5      | János Solyomvari | HUN  | 175.0 kg | 205.0 kg | 380.0 kg |
| 6      | Manfred Funke    | GDR  | 170.0 kg | 207.5 kg | 377.5 kg |
| 7      | Anton Baraniak   | TCH  | 165.0 kg | 210.0 kg | 375.0 kg |
| 8      | László Varga     | HUN  | 172.5 kg | 195.0 kg | 367.5 kg |

### zwaargewicht II (tot 110 kg)

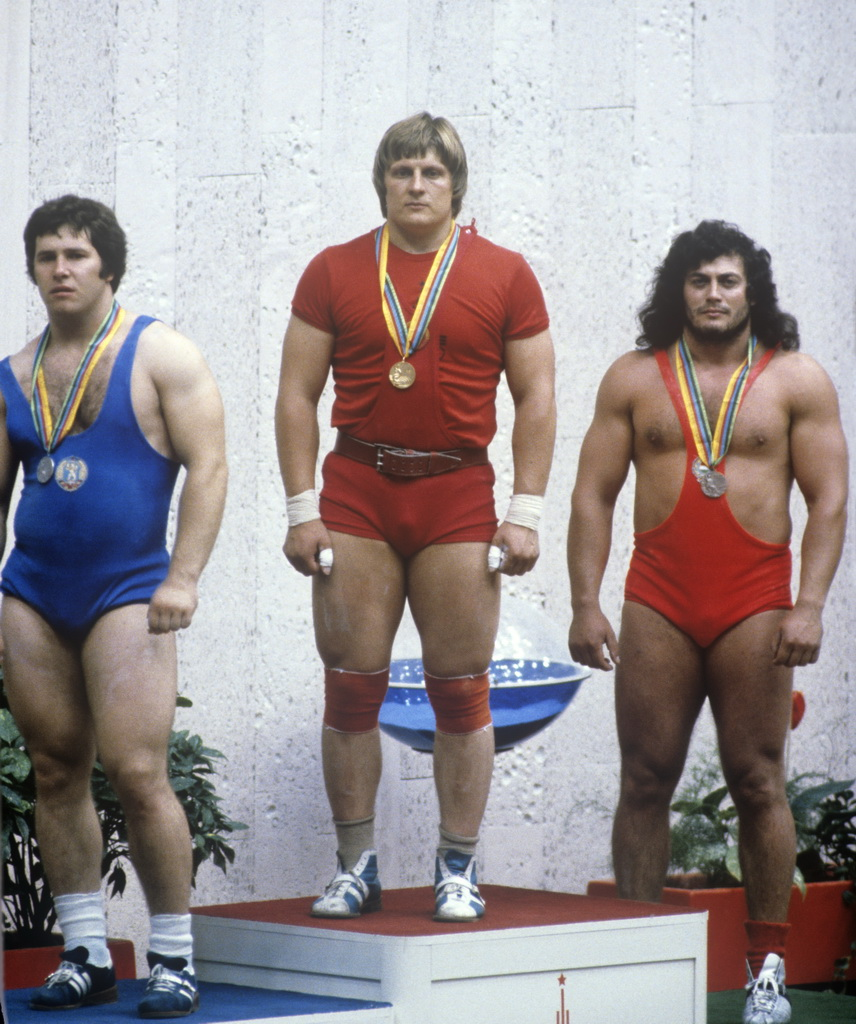
Het podium van het zwaargewicht II

| rang   | sporter(s)              | land | trekken  | stoten   | totaal   |
| ------ | ----------------------- | ---- | -------- | -------- | -------- |
| Goud   | Leonid Taranenko        | URS  | 182.5 kg | 240.0 kg | 422.5 kg |
| Zilver | Valentin Khristov       | BUL  | 185.0 kg | 220.0 kg | 405.0 kg |
| Brons  | György Szalai           | HUN  | 172.5 kg | 217.5 kg | 390.0 kg |
| 4      | Leif Nilsson            | SWE  | 167.5 kg | 212.5 kg | 380.0 kg |
| 5      | Vinzenz Hörtnagl        | AUT  | 170.0 kg | 202.5 kg | 372.5 kg |
| 6      | Stefan Tasnadi          | ROU  | 165.0 kg | 195.0 kg | 360.0 kg |
| 7      | Donald Mitchell         | AUS  | 162.5 kg | 190.0 kg | 352.5 kg |
| 8      | Dimitrios Zarzavatsidis | GRE  | 155.0 kg | 192.5 kg | 347.5 kg |

### superzwaargewicht (boven 110 kg)
| rang   | sporter(s)         | land | trekken  | stoten   | totaal   |
| ------ | ------------------ | ---- | -------- | -------- | -------- |
| Goud   | Soeltan Rachmanov  | URS  | 195.0 kg | 245.0 kg | 440.0 kg |
| Zilver | Jürgen Heuser      | GDR  | 182.5 kg | 227.5 kg | 410.0 kg |
| Brons  | Tadeusz Rutkowski  | POL  | 180.0 kg | 227.5 kg | 407.5 kg |
| 4      | Rudolf Strejček    | TCH  | 182.5 kg | 220.0 kg | 402.5 kg |
| 5      | Bohuslav Braum     | TCH  | 180.0 kg | 217.5 kg | 397.5 kg |
| 6      | Francisco Mendez   | CUB  | 175.0 kg | 220.0 kg | 395.0 kg |
| 7      | Robert Skolimowski | POL  | 175.0 kg | 210.0 kg | 385.0 kg |
| 8      | Talal Najjar       | SYR  | 157.5 kg | 205.0 kg | 362.5 kg |

## Medaillespiegel
| rang   | land              | goud | zilver | brons | totaal |
| ------ | ----------------- | ---- | ------ | ----- | ------ |
| 1      | Sovjet-Unie       | 5    | 3      | 0     | 8      |
| 2      | Bulgarije         | 2    | 4      | 2     | 8      |
| 3      | Cuba              | 1    | 0      | 1     | 2      |
| 3      | Hongarije         | 1    | 0      | 1     | 2      |
| 3      | Tsjecho-Slowakije | 1    | 0      | 1     | 2      |
| 6      | DDR               | 0    | 2      | 1     | 3      |
| 7      | Noord-Korea       | 0    | 1      | 1     | 2      |
| 8      | Polen             | 0    | 0      | 3     | 3      |
| totaal | totaal            | 10   | 10     | 10    | 30     |

Athene 1896 · 
St. Louis 1904 · 
Antwerpen 1920 · 
Parijs 1924 · 
Amsterdam 1928 · 
Los Angeles 1932 · 
Berlijn 1936 · 
Londen 1948 · 
Helsinki 1952 · 
Melbourne 1956 · 
Rome 1960 · 
Tokio 1964 · 
Mexico-stad 1968 · 
München 1972 · 
Montréal 1976 · 
Moskou 1980 · 
Los Angeles 1984 · 
Seoel 1988 · 
Barcelona 1992 · 
Atlanta 1996 · 
Sydney 2000 · 
Athene 2004 · 
Peking 2008 · 
Londen 2012 · 
Rio de Janeiro 2016 · 
Tokio 2020 · 
Parijs 2024 · 
Los Angeles 2028 
Medaillewinnaars
Atletiek · Basketbal · Boksen · Boogschieten · Gewichtheffen · Handbal · Hockey · Judo · Kanovaren · Moderne vijfkamp · Paardensport · Roeien · Schermen · Schietsport · Schoonspringen · Turnen · Voetbal · Volleybal · Waterpolo · Wielersport · Worstelen · Zeilen · Zwemmen